# Хинкс, Фрэнсис
Фрэнсис Хинкс (англ. Francis Hincks; 14 декабря 1807, Корк, Соединённое королевство Великобритании и Ирландии — 18 августа 1885, Монреаль, Канада) — британский колониальный, а впоследствии канадский государственный деятель. Один из лидеров Реформистской партии Канады и премьер провинции Канады в 1851—1854 годах, губернатор Барбадоса и Наветренных островов (1856—1861), а затем Британской Гвианы (1861—1869), министр финансов Канады в либерально-консервативном правительстве Дж. А. Макдональд. Первый представитель британских колоний, занимавший губернаторские посты. Компаньон ордена Бани, рыцарь-командор ордена Святых Михаила и Георгия, лицо исторического значения Канады.

## Биография
Фрэнсис Хинкс родился в 1807 году в Корке (Ирландия) в семье Томаса Дикса Хинкса и Энн Боулт; Фрэнсис был младшим из девяти детей в семье. Томас Хинкс был пресвитерианским священником, оставившим приход ради учительского поприща. Его старшие сыновья также стали либо священниками, либо университетскими преподавателями, но Фрэнсис, начав обучение в Королевской академии Белфаста в 1823 году, вскоре решил, что его больше интересует торговля, и поступил учеником в белфастскую компанию John Martin and Company.
В июле 1832 года Хинкс женился на Марте Энн Стюарт, впоследствии родившей ему пятерых детей. В августе того же года новобрачные отправились в Британскую Северную Америку, где в декабре Хинкс открыл склад в Йорке (впоследствии Торонто) и начал оптовую торговлю бакалеей и спиртными напитками. Помещение для своей компании он снимал у Уильяма Уоррена Болдуина и его сына Роберта, быстро подружившись с этой семьёй. В 1835 году Болдуин совместно с Джорджем Траскоттом и Джоном Кливлендом Грином основал Фермерский банк, а после того, как его акционеры выбрали в правление нескольких видных тори, с группой реформистов создал новый Народный банк, в котором стал генеральным менеджером. На следующий год он стал также одним из основателей страховой компании.
Хинкс разделял с Болдуином-младшим умеренно-реформистские взгляды, выступая как сторонник идей ответственного правительства, но дистанцируясь от радикального крыла движения, лидером которого был Уильям Лайон Маккензи. После неудачной попытки восстания, предпринятой Маккензи в 1837 году, Хинкс, опасаясь репрессий против реформистов, планировал покинуть британские колонии. Как член Миссисипского эмиграционного общества он посетил Вашингтон, где вёл переговоры о приобретении большого участка земли в США. В начале 1838 года, однако, с назначением комиссии по расследованию причин восстаний в Канаде во главе с лордом Даремом эмиграция была отложена. Вместо этого умеренные реформисты решили продемонстрировать, что лояльны Великобритании и отвергают идеи вооружённого восстания. С этой целью в июне 1838 года в Торонто была основана газета Examiner, издателем которой стал Хинкс. На протяжении четырёх лет редакция газеты занималась пропагандой идей ответственного правительства по британскому образцу и свободы вероисповедания — в том числе финансирования религиозных организаций только из добровольных пожертвований.
Отчёт комиссии Дарема включал рекомендации о введении ответственного правительства в объединённой колонии, которую должны были образовать Верхняя и Нижняя Канада. Последняя рекомендация была реализована уже в 1840 году. Хинкс стал одним из самых убеждённых сторонников объединения реформистов Верхней Канады с их единомышленниками в Нижней, полагая, что единая партия будет играть ведущую роль в колониальной политике. Он вёл активные переговоры с лидером реформистов Нижней Канады Луи-Ипполитом Лафонтеном, но на этом этапе до реального объединения дело не дошло.
В 1841 году Хинкс был избран в парламент провинции Канада от графства Оксфорд. Хотя реформисты от обеих Канад получили в парламенте большой процент мест, в правительство, сформированное генерал-губернатором лордом Сиденхемом, они не вошли. Хинкс, как один из более прагматичных членов фракции, отказался от идеи последовательного противостояния с правительством и часто голосовал вместе с его членами по вопросам, где их мнения сходились, тем самым отдаляясь от непримиримой оппозиции Болдуина и Лафонтена. В июне 1842 года преемник Сиденхема Чарльз Багот предложил Хинксу пост генерального инспектора (аналогичный посту министра финансов) в новом правительстве, который тот принял, продав Examiner и попутно заработав репутацию политического оппортуниста. Хотя уже в сентябре к кабинету присоединились Болдуин и Лафонтен, отношение многих реформистов к Хинсу оставалось враждебным.
Поскольку генерал-губернаторы, назначаемые метрополией, продолжали отвергать идею ответственного правительства для Канады, большинство членов кабинета, включая Хинкса, подали в отставку в ноябре 1843 года. После этого реформисты оставались в оппозиции до 1848 года. В этот период Роберт Болдуин, впавший в депрессию после смерти отца, хотел бросить политику, но Хинкс сумел уговорить его остаться во главе реформистов. В 1844 году по приглашению Лафонтена Хинкс перебрался в Монреаль, где в марте начал выпускать новую газету реформистского движения — Pilot. Это издание сыграло важную роль в закреплении политического союза ирландцев-католиков и франкоканадцев.
В сентябре 1844 года Хинкс проиграл перевыборы в графстве Оксфорд Роберту Ридделлу, причём, по мнению Болдуина, одной из причин поражения был крайне едкий тон новой газеты, оскорблявший избирателей-шотландцев и пресвитериан. В Верхней Канаде Pilot проиграл конкурентную борьбу другому реформистскому органу — The Globe Джорджа Брауна, которого Хинкс также подозревал в политических интригах против него лично. Эти подозрения скорее всего были беспочвенными. Напротив, Браун по просьбе Болдуина способствовал в 1847 году избранию Хинкса в его обычном округе, когда сам кандидат, занятый делами в Монреале, не мог даже появиться в графстве Оксфорд.
В марте 1848 года Хинкс продал свою газету, чтобы занять пост генерального инспектора в кабинете Лафонтена и Болдуина. Он обнаружил финансы провинции в плачевном состоянии, с просроченными выплатами по долгам и растущими затратами на общественные работы. Ему удалось заручиться финансовой поддержкой в Великобритании, а в 1849 году он провёл через парламент законопроект об учреждении амортизационного фонда, целью которого была постепенная ликвидация задолженностей правительства (остаток долга был погашен в мае 1850 года). Хинкс, убеждённый в ключевой роли железных дорог для будущего экономического развития страны, также добился принятия закона о железнодорожных гарантиях.
Отношения между Хинксом и Брауном продолжали оставаться напряжёнными, чему способствовала агрессивная антикатолическая позиция, занятая Globe. Конфликт усугубился в 1851 году, когда после ухода Болдуина в отставку Хинкс занял его место как премьер от Западной (Верхней) Канады. Опасаясь, что резкий тон Globe отпугнёт избирателей-католиков от реформистского движения, новый премьер попытался вмешаться в редакционную политику Брауна, который в ответ разорвал отношения с традиционными реформистами. Стараясь сохранить поддержку радикального крыла партии, Хинкс был вынужден пригласить в кабинет двух его представителей. Это в свою очередь означало, что умеренный реформист Джон Сэндфилд Макдональд, занимавший пост генерального стряпчего, теряет место в правительстве. Таким образом, Хинкс потерял поддержку ещё одного влиятельного реформистского лидера.
В октябре Лафонтен ушёл в отставку вслед за Болдуином, и премьером от Восточной Канады стал Огюстен-Норбер Морен. На состоявшиеся вскоре после этого выборы реформисты шли с предвыборными обещаниями расширить круг обладателей избирательных прав, добиться избираемости правительства, секуляризировать церковные земли и отменить феодальные владения. После победы на выборах Хинкс пытался добиться также режима беспошлинной торговли с США (соглашение о котором было подписано в июне 1854 года) и уделял особое внимание расширению сети железных дорог. Благодаря его усилиям было начато строительство магистральной железной дороги между Сарнией (Западная Канада) и Портлендом (штат Мэн), на каждую милю которой правительство выделяло 3000 фунтов. Ещё одной финансовой мерой реформистского правительства был закон о муниципальных займах, позволявший городским властям выпускать заёмные бумаги с использованием вырученных средств на капитальное строительство.
Уже в 1852 году Хинкс вместе с мэром Торонто оказался замешан в спекуляциях торонтскими городскими облигациями с использованием инсайдерской информации. Эта операция принесла им доход в размере около 8000 фунтов. На следующий год разразился скандал; широкой огласке способствовал Браун, недовольный нерешительной политикой кабинета Хинкса в вопросах отношений государства и религии. В Globe публиковались обвинения в адрес Хинкса, связанные не только с торонтскими облигациями, но и с дополнительными, менее обоснованными, подозрениями в коррупции. В июне 1854 года, обнаружив, что потеряли поддержку парламента, Хинкс и Морен обратились к генерал-губернатору с просьбой о новых выборах. Набрать на них большинство мандатов правящая коалиция не сумела, и уже 8 сентября оба премьера окончательно подали в отставку.
Опасаясь растущего влияния Брауна в реформистской партии, Хинкс поддержал формирование кабинета, который со стороны Восточной Канады возглавлял Морен, а со стороны Западной — тори Аллан Макнаб. Программа нового правительства во многом совпадала с программой кабинета Хинкса и Морена, и в него вошли двое сторонников Хинкса от Западной Канады. Одновременно была сформирована комиссия по расследованию обвинений в коррупции в адрес членов предыдущего кабинета, которая, несмотря на усилия Брауна, не сочла ни одно из них достаточно подтверждённым. Несмотря на это, в ноябре 1855 года Хинкс подал в отставку с поста депутата законодательного собрания и уехал в Англию.
Весной 1856 года (по другим данным, уже в 1855 году) Хинкс принял назначение на пост губернатора Барбадоса и Наветренных островов. Он стал первым постоянным жителем британских колоний, получившим губернаторский пост. Во время пребывания в должности губернатора он способствовал улучшению условий жизни во вверенных ему островных колониях, а также развитию образовательных учреждений. После этого Хинкс был назначен губернатором Британской Гвианы; это назначение состоялось, по одним источникам, в сентябре 1861 года, а по другим — в 1862 году. В том же году он был произведён в компаньоны ордена Бани. Губернатором Британской Гвианы он оставался до 1869 года. В этом качестве он столкнулся с движением, известным как «Бермудская клика», в борьбе за влияние в колониях, как ранее реформисты в Канаду, выступавшим за введение ответственного правительства. Хинкс, однако, был убеждён, что Британская Гвиана ещё не готова к самоуправлению, и противодействовал этим требованиям. Его конфликт с Бермудской кликой и верховным судьёй колонии Уильямом Бомонтом, привёл к тому, что его срок полномочий в 1869 году не был продлён.
Став в 1869 году рыцарем-командором ордена Святых Михаила и Георгия, Хинкс вернулся в Канаду, где премьер-министр Джон Александр Макдональд предложил ему занять пост министра финансов. Приняв это предложение, Хинкс был приведён к присяге 9 октября, а в ноябре выиграл довыборы в графстве Ренфру, став также депутатом Палаты общин. В качестве министра финансов он завершил банковскую реформу, начатую его предшественником Джоном Роузом и постепенно ввёл в оборот новую валюту. В 1872 году Хинкс был переизбран в парламент от Ванкувера, но его интерес к политике к этому времени упал, и в феврале 1873 года он подал в отставку с поста министра финансов. Нв выборах 1874 года он не стал выставлять свою кандидатуру и перебрался в Монреаль, где стал писать статьи для издания Journal of Commerce.
В 1874 году Хинкс остался вдовцом и в 1875 году женился вторично. Его женой стала Эмили Луиза Делатр. В том же году постаревший политик был избран президентом Консолидированного банка Канады, но свои обязанности исполнял без интереса и ставил подпись на финансовых документах без надлежащей проверки. В результате, когда в 1879 году стало известно о финансовых проблемах банка, Хинкс был признан виновным в сознательном введении в заблуждение. Обвинительный приговор был затем отменён судом более высокой инстанции, ограничившимся порицанием в адрес экс-премьера. В сентябре того же года голосованием акционеров он был снят с поста президента.
В 1880 году умерла вторая жена Хинкса, который с тех пор проживал со своей дочерью Эллен Реди. В 1884 году увидели свет мемуары Хинкса, но поскольку со времени его участия в активной политике прошло слишком много времени, их историческая ценность оказалась невелика. На следующий год, когда в Монреале началась эпидемия оспы, Хинкс стал одной из её жертв, скончавшись 18 августа 1885 года. Несмотря на репутацию выдающегося финансиста, он не оставил после себя значительного состояния.
В 1969 году имя Фрэнсиса Хинкса включено в список лиц исторического значения Канады.